# 福山競馬場

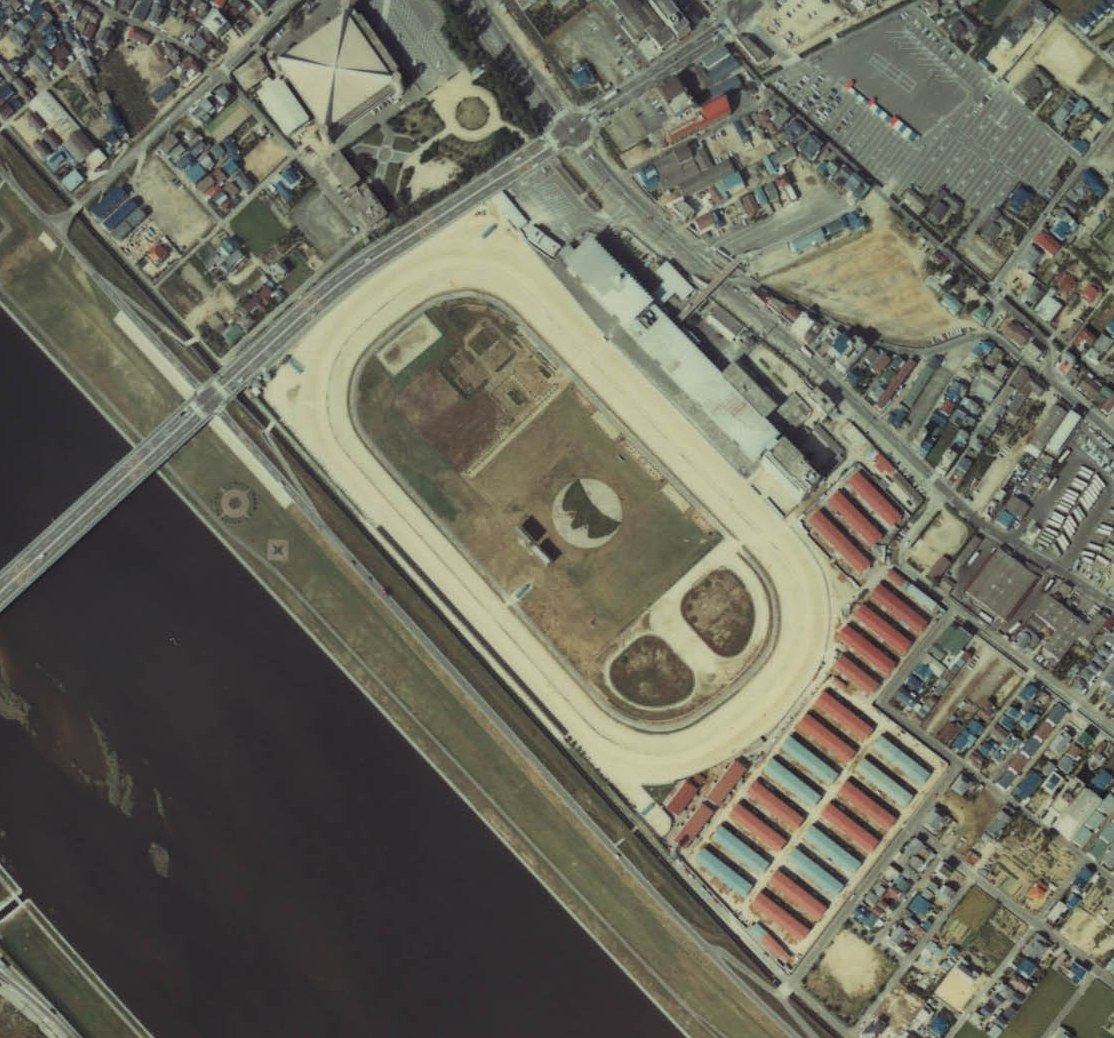
1981年。。

福山競馬場（ふくやまけいばじょう）は広島県福山市千代田町一丁目にあった地方競馬の競馬場である。正式名称は福山市営競馬場。
2013年（平成25年）3月24日に開催廃止となった。開催時の主催者は福山市（競馬事務局）。D-Net加盟場であった。

## 概要

### 開設当初
福山競馬場（福山市営競馬場）は、戦後復興の財源確保などを目的に1949年（昭和24年）9月18日に開設された。
開設当初は福山市のほか、広島県、広島市、呉市も主催者だった。また、この頃は通年開催を行っておらず、休止期間は人馬が春木競馬場に貨物列車で遠征しており、逆に春木から福山への参戦もあったという。
1968年（昭和43年）から福山市の単独開催となる。サラブレッドが多数在籍していたものの1967年（昭和42年）からアラブ専門の競馬場となりサラブレッドは混合競走からアラブ系競走に格付けされた。名馬としてローゼンホーマやスイグンを輩出し、前者の名を冠した重賞競走（ローゼンホーマ記念）もあった。またかつては山陽杯と題し、兵庫県競馬組合（園田競馬場、姫路競馬場）との交流戦を開催したこともある。
日本の競馬場の中で最後までアングロアラブ種のみで競馬番組を編成してきたが、アングロアラブ種の生産頭数が激減したため、2005年（平成17年）12月4日よりサラブレッド種による競走が開始された。それに先駆け、2005年（平成17年）7月17日に高知競馬場所属のサラブレッドを招いて交流競走を実施。以降も同競馬場とは人馬の交流が続き、2009年度（平成21年度）からは地方競馬全国協会の協力のもと、連携が一段と強化されていた。

### 経営赤字により廃止検討
1970年代には年間入場者数が100万人を超え、1978年（昭和53年）は市の一般財政への繰出金が33億5000万円を記録。その後も年間入場者数は60万人台を推移し、1991年（平成3年）は総売上が345億円を記録したものの、その後はバブル崩壊に伴い経営状況が悪化し、1999年（平成11年）以降は累積赤字額が膨らんだことを受け、2010年（平成22年）に「福山市営競馬検討委員会」を設置、競馬事業の存廃についての議論が行われていた。6月10日に開かれた会合で、廃止を前提とした答申をまとめることが決定された。福山競馬関係者側は存続を訴えていたが、9月29日に実質単年度収支の黒字確保が条件での事業継続が答申された。
2012年（平成24年）1月には、2011年（平成23年）3月11日に発生した東日本大震災の影響で東北・関東エリアの競馬開催が中止になり、インターネット投票での売上が増加したこともあり、『2011年度の競馬開催等に於ける実質単年度収支の黒字が見込まれる』ことなどを理由として、福山市長の羽田皓は1月20日の記者会見において、『2012年度も競馬開催を継続する』ことを表明した。
2012年（平成24年）11月14日にはテコ入れ策として東京都馬主会より競走馬30頭を購入、出走頭数の増加によるレースの魅力向上を図った。最終的には2012年度（平成24年度）末までに100頭購入するとしていた。また、2014年度（平成26年度）以降の払戻率が柔軟に決められるようになったことにより、本年度の収支のみで存廃判断するように関係者側は求めていた。

### 経営好転せず廃止
しかし、2012年度（平成24年度）も厳しい運営状況は好転せず、再び単年度赤字に転落することが確実となったことから競馬事業の継続は困難と判断した福山市は2012年（平成24年）11月18日に、本年度をもって競馬事業を廃止する方針を伝え、11月26日には羽田市長が2012年度（平成24年度）末で廃止すると正式に表明した。これをうけて、2013年（平成25年）3月24日の競馬開催をもって終了することが発表された。
2013年（平成25年）3月24日、「平成24年度第22回4日目第12競走」で行われた「第6回ファイナルグランプリ（重賞）」が福山競馬の最終レースとなり競馬開催は廃止となった。なお場外発売は3月28日まで行われたが、その最終日をもって各場外発売所も閉鎖された。4月1日以降の払戻業務は競馬場内の外向発売所でのみ行われる。

## 当時の実況
実況は初期にはパート従業員の女性が担当し、昭和後期より有限会社なかしま宣伝社（のち有限会社エヌ・エス・エル・ナカシマに社名変更）の社員数名が担当、晩年には同社社長の中島啓（なかしま けい）とエフエムふくやまのパーソナリティの西田茂弘（にしだ しげひろ。別名：西田シゲ）が担当していた。

### テレビ中継
2009年（平成21年）7月4日からスカパー! 255 ch の鉄道チャンネル（開始当時はACCESS）で「福山競馬中継（快闘乱馬）」として開催日に中継放送されていた（無料放送）。2012年（平成24年）時点では15:00スタートで、最終レース終了までの放送となっていた。高知競馬のナイター開催時は、福山の中継終了後にリレー中継を行った。ただし、園田・姫路競馬と開催が重複する場合は放送されなかった。

### ラジオ中継
1996年（平成8年）10月12日から2009年（平成21年）3月22日まで、エフエムふくやまで中継・予想番組「うまうまサウンドステーション」が開催日の14:30〜16:00に放送されていた。出演者は西田茂弘（西田シゲ）・ゴッド岡本・モーチャンの3人。

### 公式応援ソング
- 「One day」「じゃあ また明日」（2005年10月10日）（歌・mYm（ミューム））

## 当時の走路
以下は廃止時のもの。
- 1周距離 : 1000 m 、右廻り平坦
- 幅員 : 18 - 25 m
- ゴール前直線 : 200 m
- フルゲート : 10頭（1971年夏より。それ以前は8頭）
- 施行可能距離 : 800 m 、1130 m 、1250 m 、1400 m 、1600 m 、1800 m 、2250 m 、2400 m 、2600 m

以前はコーナーがきつく、長方形の四隅を丸めたような独特の形状になっていたため「弁当箱の様なコース」と揶揄されることもあった。
後に行われたコース改修により4コーナーは以前よりも曲線が緩和された。以前のゴール前直線は 220 m であったが、コース改修に伴い 200 m に短縮された。先行馬がペースを落とさずコーナーを曲がれるため、追い込み馬は届かないケースが多かった上、経費削減の一環として砂補充を抑えていたことで、さらに先行馬有利の馬場となっていた。
1400 m は1991年（平成3年）7月15日を最後に、また 2400 m は1991年（平成3年）1月6日を最後に使用されていないが、それに関する公式アナウンスは無くレコードタイムも公式記録として残っている。2009年（平成21年）7月19日の開催から 1130 m の設定が追加されたが、2012年（平成24年）11月25日を最後に使用されなかった。

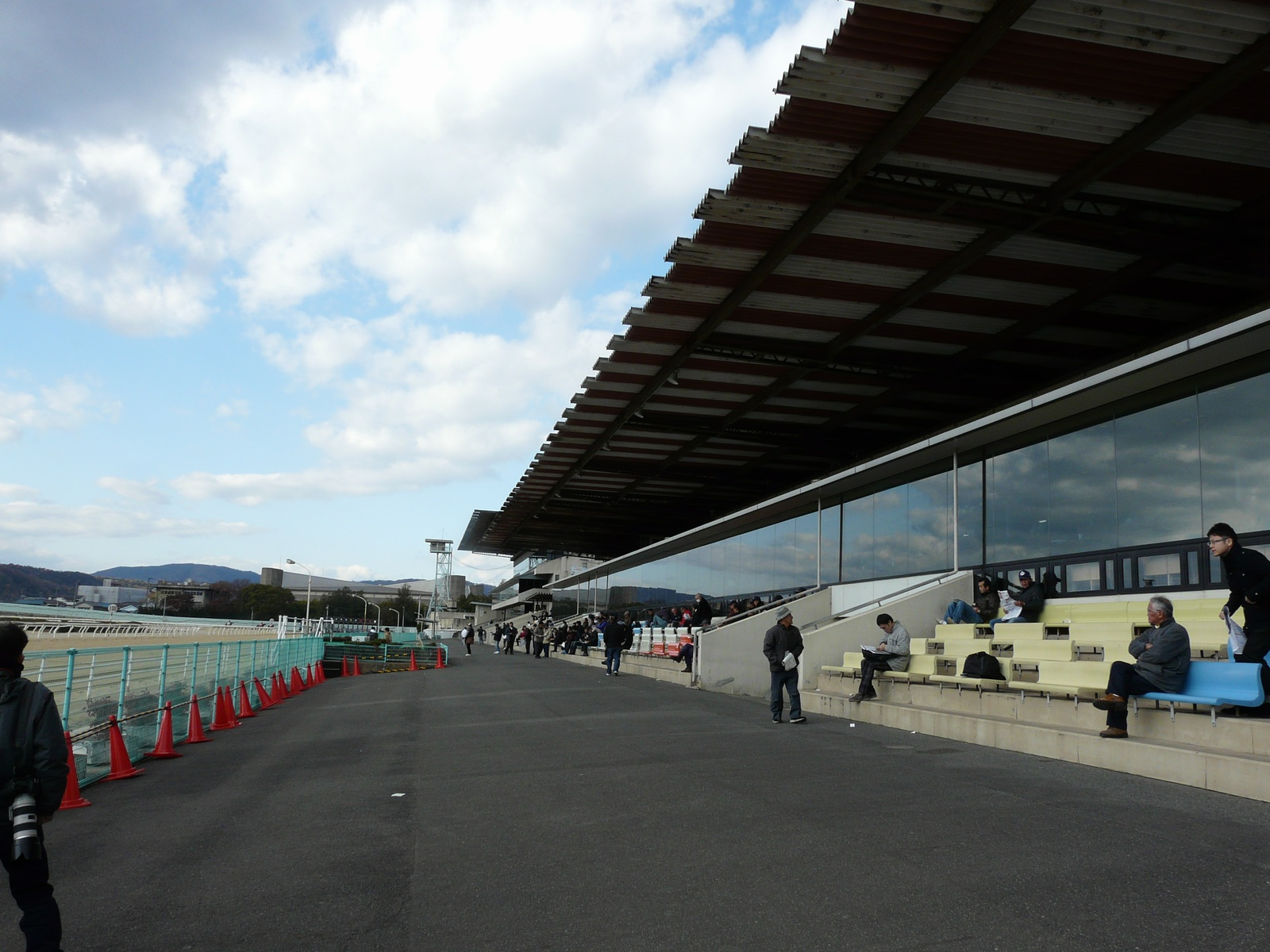
スタンド
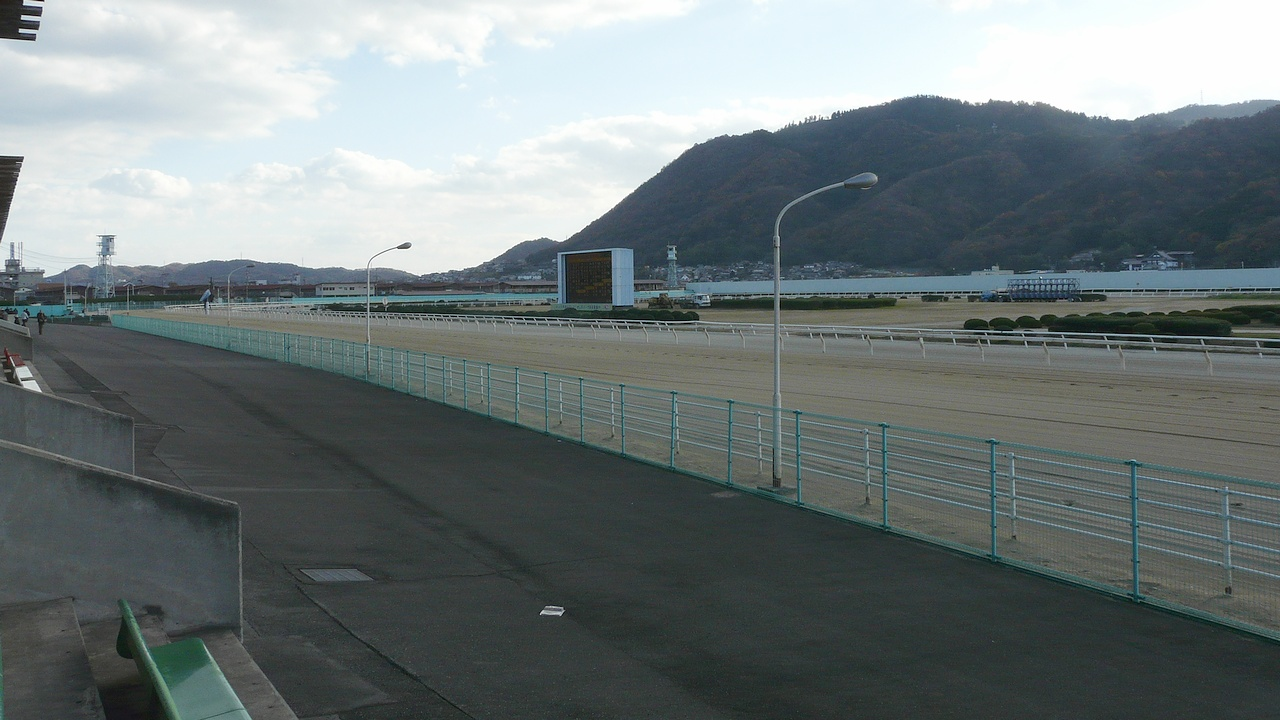
走路
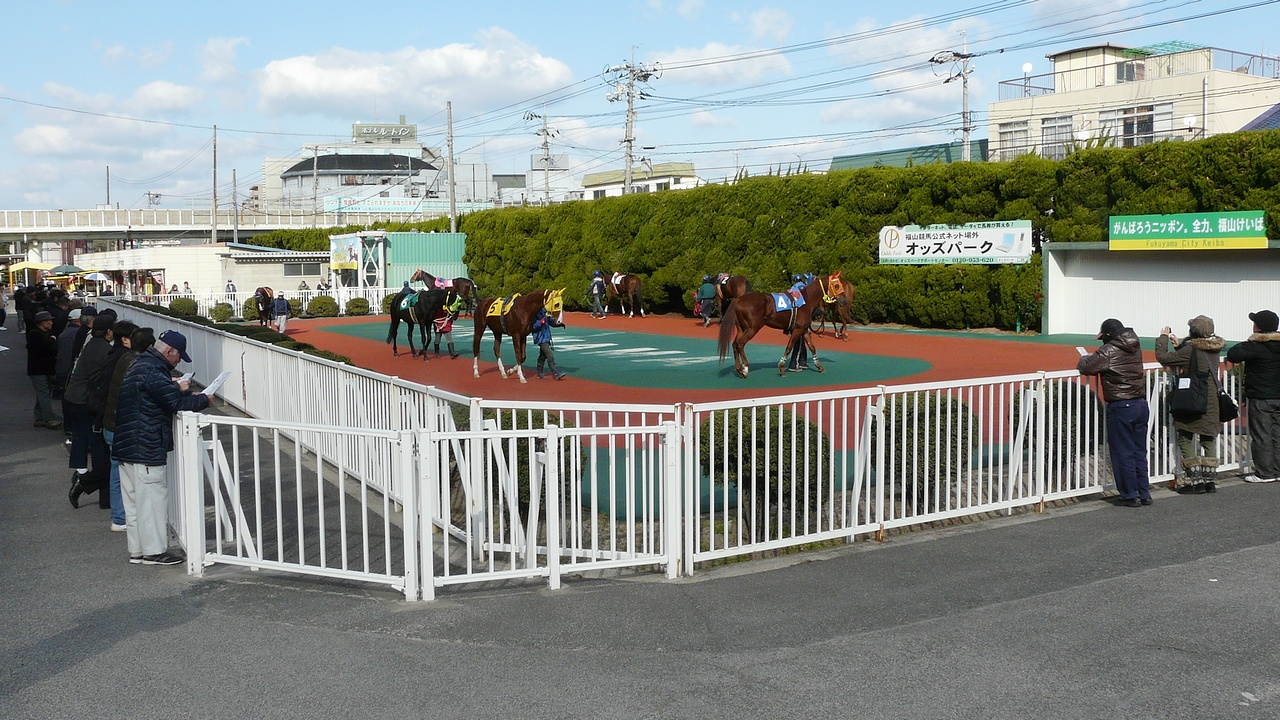
パドック
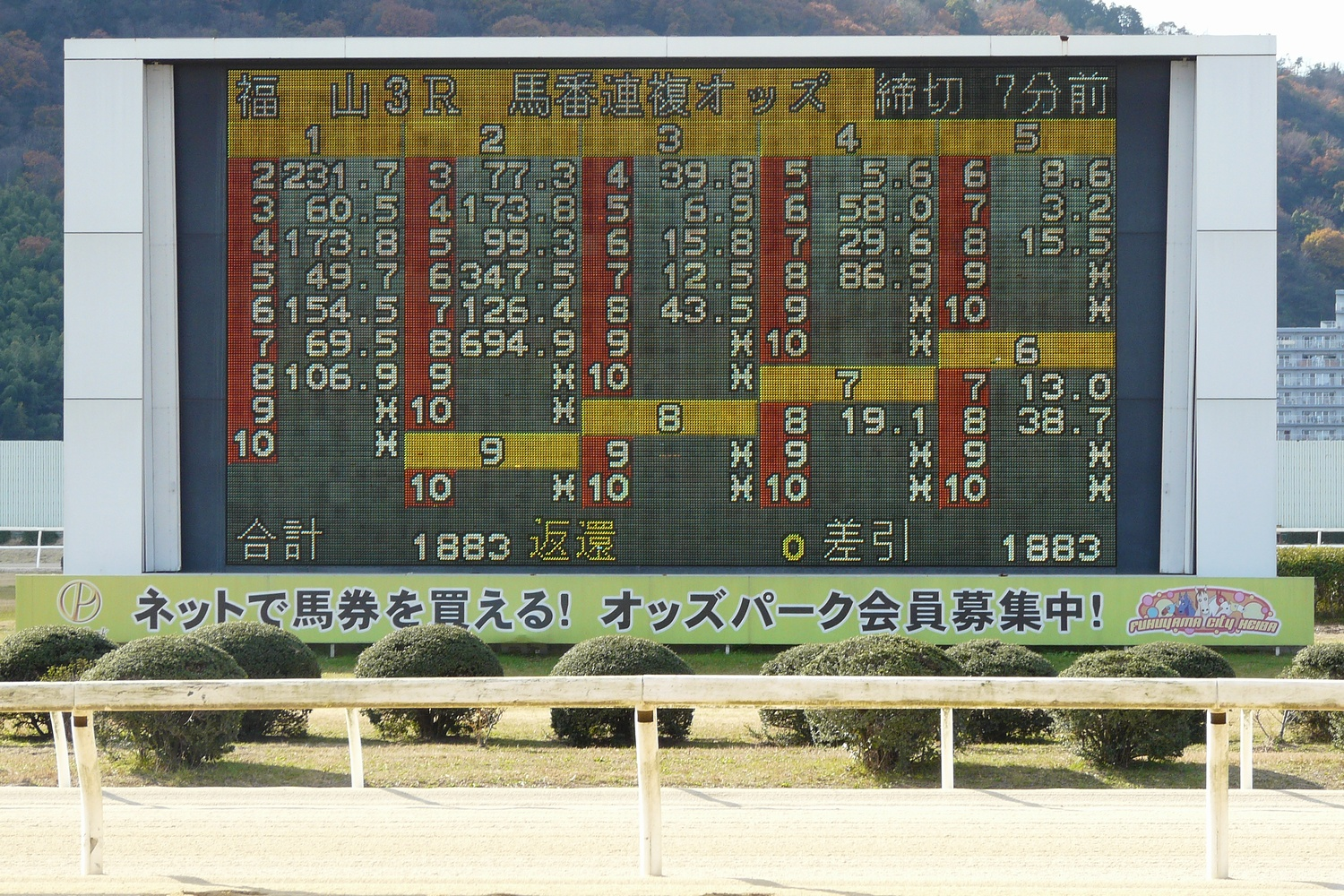
電光掲示板
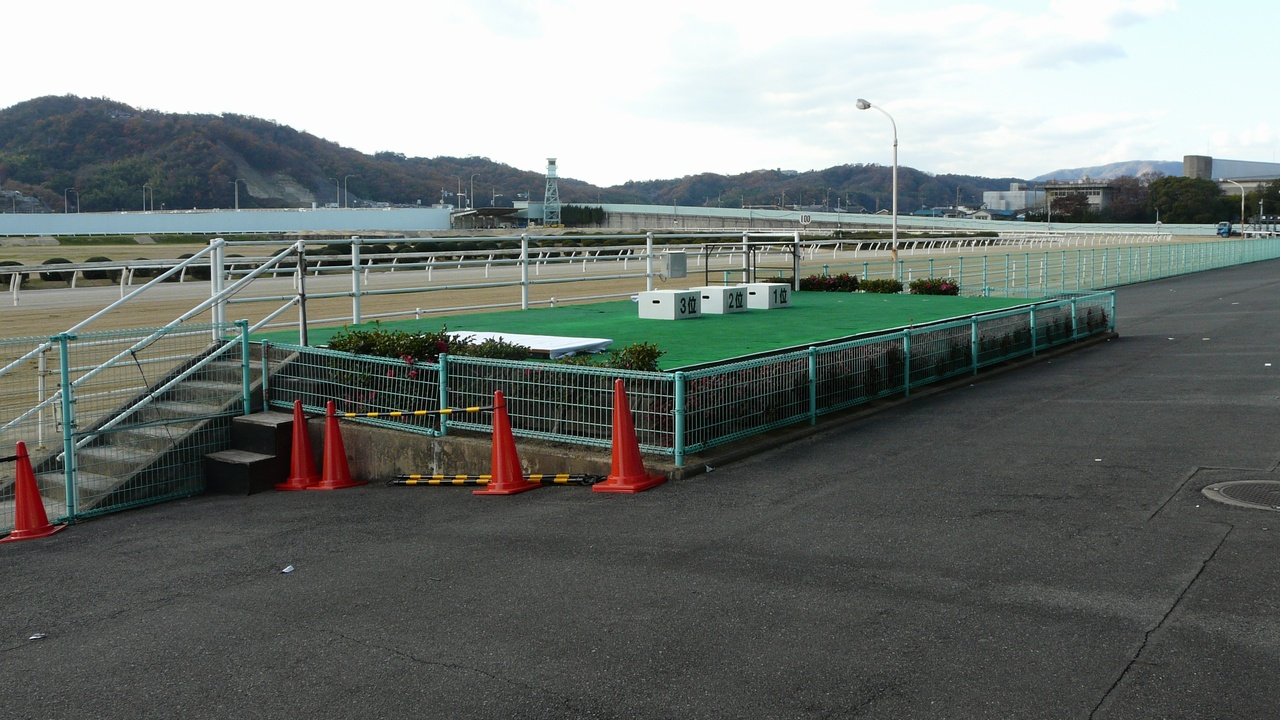
賞典台

### サラブレッドの導入
通常、地方競馬のレースを開催し継続するためには、小さな競馬場と言われるところでも少なくとも400頭以上は確保することが必須条件である。福山競馬場はそのコースの小ささ、カーブのきつさもあり、サラブレッドよりは速度の遅い、ただし故障・消耗に強いアングロアラブ種のみで長年この頭数を確保してきた。
しかし、中央競馬でアングロアラブ系の競走が廃止されたことによりアラブ系種の生産が激減、2005年（平成17年）にはわずか78頭の生産にとどまるなど、アラブ系のみでは必要数を揃えることが遠からず不可能になることが明白なこと、また全国的にも中央競馬との競走馬、騎手などの人馬の交流が活発化していることなどの時代的背景から、福山市は2005年（平成17年）10月に開いた市議会の特別委員会でサラブレッドを導入することを正式に決定、2005年（平成17年）11月1日より導入を開始した。サラブレッド本格導入のために必要な設備の改善として、第3・第4コーナー付近をスパイラルカーブの形状に変更するための改修工事を2006年（平成18年）2月から4月にかけて実施した。2007年（平成19年）からはJRA認定競走も開催していた。
アラブ系単独の競走は、アラブ系競走馬の在籍頭数が40頭以下となったため、一般競走が2009年（平成21年）9月13日、重賞競走は2009年（平成21年）9月27日の開設60周年記念アラブ特別レジェンド賞（優勝馬はザラストアラビアン）をもって終了した。
2013年（平成25年）1月時点で、現役のアングロアラブは2頭が在籍していた。以前は2012年（平成24年）7月14日の第1レース(「オープニングとく戦」C2二C3)を勝って55勝となり、NAR発足（1962年）以降の地方競馬軽種馬最多勝記録を更新したモナクカバキチ（牡13歳）がいたが、2012年（平成24年）7月28日の第6レース(6着)を最後に引退した。なお2012年（平成24年）8月12日に、引退セレモニーが行われた。

## 当時のレコードタイム
以下は廃止時のもの。馬齢は新表記で記載している。

### アラ系
| 距離  | タイム | 競走馬             | 性別 | 斤量 | 騎手     | 記録年月日    |
| ----- | ------ | ------------------ | ---- | ---- | -------- | ------------- |
| 800m  | 0:48.3 | ミハルインター     | 牡2  | 54kg | 岡田祥嗣 | 1996年7月1日  |
| 1250m | 1:21.3 | プッチファイター   | 牡4  | 55kg | 藤本三郎 | 2006年5月20日 |
| 1400m | 1:32.0 | タカダイヤ         | 牡4  | 55kg | 日野一豊 | 1972年7月1日  |
| 1600m | 1:43.5 | デザートビュー     | 牝4  | 54kg | 渡辺博文 | 2004年2月29日 |
| 1800m | 1:56.0 | ホマレエリート     | 牝5  | 54kg | 野田誠   | 2003年9月15日 |
| 2250m | 2:32.6 | ヤナイエース       | 牡5  | 58kg | 藤尾育央 | 1980年11月9日 |
| 2400m | 2:41.9 | ヤナイエース       | 牡5  | 55kg | 藤尾育央 | 1980年1月13日 |
| 2600m | 2:56.2 | メイユウオライオン | 牡4  | 54kg | 嬉勝則   | 2005年1月3日  |

### サラ系
| 距離  | タイム | 競走馬             | 性別  | 斤量 | 騎手     | 記録年月日    |
| ----- | ------ | ------------------ | ----- | ---- | -------- | ------------- |
| 800m  | 0:47.3 | グランプリオージー | 牡4   | 56kg | 岡田祥嗣 | 2011年6月5日  |
| 1130m | 1:12.1 | エムケープリンセス | 牝3   | 54kg | 池田敏樹 | 2012年9月30日 |
| 1250m | 1:19.1 | シルクウィザード   | 牡8   | 56kg | 野田誠   | 2011年2月19日 |
| 1600m | 1:42.1 | ダイワシークレット | 牡7   | 56kg | 黒川知弘 | 2012年9月30日 |
| 1800m | 1:54.1 | シルクプレスト     | セン7 | 56kg | 野田誠   | 2011年5月23日 |
| 2250m | 2:29.6 | ヒシウォーシイ     | 牡6   | 56kg | 岡部誠   | 2011年5月23日 |
| 2600m | 3:01.4 | グラスヴィクター   | セン6 | 56kg | 佐原秀泰 | 2013年1月3日  |

## 当時の発売馬券

### 馬券の種類
以下は廃止時のもの。
○…発売 ×…発売なし △…広域場間場外発売時のみ ☆…インターネット発売のみ
| 単勝 | 複勝 | 枠番連複 | 枠番連単 | 馬番連複 | 馬番連単 | ワイド | 3連複 | 3連単 | 重勝式 |
| ---- | ---- | -------- | -------- | -------- | -------- | ------ | ----- | ----- | ------ |
| ○    | ○    | ○        | △        | ○        | ○        | ○      | ○     | ○     | ☆      |

※ 重勝式は2010年（平成22年）1月23日から、3連複は2010年（平成22年）4月10日から発売を開始。また、2012年（平成24年）10月7日からJRAのインターネット投票(IPAT方式)で発売を始めるのに先立ち、2012年（平成24年）9月29日からは枠番連複とワイドの発売を開始（場間場外発売では、2012年9月25日からワイドの発売を開始）。

### 場外発売所
- 福山駅前場外発売所 - 広島県福山市三之丸町
- シャトル神辺 - 広島県福山市神辺町大字十三軒屋
- シャトル柳津 - 広島県福山市柳津町 ゆめタウン松永2階

また、所有する以下の場外馬券売場を2006年（平成18年）4月1日より日本レーシングサービスに運営委託していた。
- BAOO三刀屋 - 島根県雲南市三刀屋町三刀屋
- BAOO宇部 - 山口県宇部市大字東岐波字横尾

2005年（平成17年）12月に新しい「シャトル」を岡山県津山市と広島県廿日市市に計画中である事が発表されたものの、頓挫した。
福山競馬の廃止後、福山競馬運営の場外発売所のうち福山駅前場外・シャトル柳津が兵庫県競馬組合に移管され、園田競馬・姫路競馬を中心とした場外発売所「DASH」となった。2016年7月30日より、福山駅前・柳津は中央競馬の馬券委託販売「J-PLACE」としても運用されている。なおシャトル柳津はゆめタウン松永の閉店に際して移管後の2021年3月21日の営業を最後に閉鎖されたため、福山市内に現存する競馬場関連施設は福山駅前場外のみとなった。

## 当時の主な競走

### 重賞競走
- ローゼンホーマ記念 （アラブ系4歳上）
- タマツバキ記念アラブ大賞典 （アラブ系4歳上全馬、地方全国交流）
- 新春賞 （サラ系4歳以上A2）
- アラブ新春賞 （アラブ系4歳以上A2）
- アラブ王冠 （アラブ系3歳）
- 福山マイラーズカップ （サラ系4歳上）
- 福山さつき賞 （アラブ系A1）
- アラブ特別 （アラブ系A1）
- 瀬戸内賞 （サラ系4歳上全馬）
- キングカップ （サラ系3歳牡・せん馬）
- 福山桜花賞 （サラ系4歳上）
- 福山ダービー （サラ系3歳）
- 西日本グランプリ （サラ系4歳上） - 西日本地区交流。
- 福山チャンピオンシップ （サラ系3歳） - 中国・四国地区交流。
- 福山スプリントカップ （サラ系4歳上） - 中国・四国地区交流。
- 金杯 （サラ系3歳以上、ファン投票） - 中国・四国地区交流。
- 福山3歳牝馬特別 （サラ系3歳牝馬） - 中国・四国地区交流。
- 鞆の浦賞 （サラ系3歳） - ダービーグランプリ指定競走。
- 銀杯 （サラ系3歳上、福山デビュー馬） ※ 2006年（平成18年）までアラブ系3歳重賞として施行。
- 福山2歳優駿 （サラ系2歳） - 未来優駿、中国・四国地区交流。
- 紅葉賞 （サラ系3歳） ※ 2007年（平成19年） 〜 2008年（平成20年）にアラブ系A1級重賞として施行。
- 福山菊花賞 （サラ系3歳上）
- 福山王冠 （サラ系3歳）
- ヤングチャンピオン （サラ系2歳） - 中国・四国地区交流。
- 福山大賞典 （サラ系4歳上選抜）
- クイーンカップ （サラ系4歳上牝馬）
- マイル争覇 （サラ系3歳上） - 安田記念ステップ東海・北陸・近畿・中国地区ブロック代表馬選定競走。
- 若駒賞 （サラ系3歳）
- いろは丸賞 （サラ系4歳上） - 近畿・中国・四国地区交流、黒船賞トライアル競走。
- 福山プリンセスカップ （サラ系3歳牝馬）
- 福山牝馬特別 （サラ系4歳上牝馬） - ヴィクトリアマイルステップ東海・北陸・近畿・中国地区ブロック代表馬選定競走。
- 福山弥生賞 （サラ系3歳）
- 大高坂賞 （サラ系4歳上）- 中国・四国地区連携競走。
- 若草賞 （サラ系3歳牝馬） - 地方全国交流、オークストライアル東海・北陸・近畿・中国地区ブロック代表馬選定競走。
- ファイナルグランプリ （サラ系4歳上、ファン投票） - 中国・四国地区交流。

※ 太字は2012年度（平成24年度）に復活した重賞競走。

### JRA2歳認定競走
- エリートストーリー （認定新馬）
- プライドストーリー （認定未勝利）

### 過去に開催されていた重賞競走
- 西日本アラブダービー（アラ系旧4歳） - 西日本地区交流。
- 全日本アラブグランプリ（アラ系3歳上） - 全国交流。
- 園田・益田・福山交流特別（アラ系旧4歳）
- 福山アラブダービー （アラブ系3歳） - 2007年（平成19年）のみ実施された。
- 福山アラブマイラーズ （アラブ系4歳上） - 2008年（平成20年）のみ実施された。

## 当時の所属騎手・出身馬

### 廃止時の最終所属騎手
- 池田敏樹 （笠松競馬へ移籍後、同場の不祥事に連座し騎手免許取消）
- 嬉勝則 （高知競馬へ移籍）
- 岡崎準 （廃止に伴い引退）
- 片桐正雪 （高知競馬へ移籍後、2015年9月で引退）
- 黒川知弘 （廃止に伴い引退）
- 佐原秀泰 （川崎競馬へ移籍後、高知競馬へ再移籍）
- 下村瑠衣 （廃止直前にホッカイドウ競馬から加入、高知競馬へ移籍後、2018年7月で引退）
- 周藤直樹 （廃止に伴い引退）
- 楢崎功祐 （大井競馬へ移籍後、2020年12月で引退）
- 野田誠 （廃止に伴い引退）
- 藤本三郎 （廃止に伴い引退）
- 松井伸也 （ホッカイドウ競馬へ移籍）
- 三村展久 （大井競馬へ移籍後に一時引退、その後佐賀競馬で免許再取得、高知競馬へ移籍後、2018年7月で引退）
- 山田祥雄 （名古屋競馬へ移籍）
- 渡辺博文 （佐賀競馬へ移籍後、2018年7月で引退）

以上の騎手の他、JRAへの移籍直前の2月末まで岡田祥嗣（後述）が所属しており、青柳正義・畑中信司（以上金沢）・高野誠毅（大井）の3名が廃止時まで期間限定騎乗で籍を置いていた。

### 過去の主な所属騎手（廃止前に引退・移籍）
- 岡田祥嗣 （2013年3月1日よりJRAへ移籍）
- 池本徳子 （旧姓佐藤、大場。2011年3月で引退。福山競馬史上2人目の女性騎手）
- 﨏畑雄一郎 （2011年3月で引退。益田より移籍）
- 鋤田誠二（2009年5月で引退。生え抜きでは初の2000勝を達成。現金沢競馬調教師。叔父は元中津競馬調教師の鋤田嵩）
- 高森良樹 （2008年3月で引退）
- 柳井宏之 （2007年9月で引退。現佐賀競馬調教師）
- 花本龍一 （2007年で引退。父は元騎手、現笠松競馬場調教師の花本正三）
- 吉延忠義 （2007年6月で引退）
- 石井幸男 （2006年3月で引退）
- 池野光 （2005年5月で引退）
- 越智誠 （2005年3月で引退）
- 松本満夫 （2004年3月で引退。転職し23歳でデビュー）
- 山田直樹 （2002年3月で引退）
- 久保河内健 （2002年2月で引退。第3回マカオ国際見習騎手招待競走地方競馬代表。第9回全日本新人王争覇戦優勝）
- 藤川和真 （2001年10月で引退）
- 中川浩行 （2001年4月で引退）
- 白津万里 （2001年2月で引退。福山競馬史上初の女性騎手）
- 田邉廣文 （2000年9月で引退。紀三井寺～金沢～福山と渡り歩く）
- 岡山重男 （1999年8月で引退。那俄性哲也以外で唯一ローゼンホーマに騎乗）
- 渡邉貞夫 （1998年9月で引退。益田より移籍、引退後は調教師の傍ら広島県調騎会会長を務めた）
- 佐藤典明 （1998年7月で引退。金沢より移籍）
- 田代専二 （1997年3月で引退）
- 津曲照男 （1996年8月で引退。2012年に山中利夫（金沢）に更新されるまで国内最年長騎乗＆最年長勝利記録を持っていた）
- 荻田恭正（1996年3月18日で引退）
- 桒田晃 （1995年で引退）
- 吉井勝宏 （1995年9月で引退）
- 桑田規繁 （1995年8月で引退）
- 小嶺英喜（1995年3月21日で引退。甥は高知競馬騎手の山崎雅由）
- 北野多美男 （1994年11月で引退）
- 末廣卓己 （1994年8月で引退）
- 胡本友晴 （1994年4月で引退。現高知競馬調教師）
- 外山清彦 （1993年11月で引退。兵庫県より移籍）
- 那俄性哲也 （1993年9月27日で引退。現高知競馬調教師）
- 藤井勝也 （現役中の1990年3月に心臓麻痺により死去）
- 吉村孝志 （1989年で引退。兵庫県より移籍）
- 吉井昭藏 （1989年3月で引退）
- 番園一男 （1989年で引退。調教師転身後の2005年にアラブ補助金の不正受給発覚で逮捕）
- 徳永信一 （1989年3月で引退）
- 門田光弘 （1988年6月で引退）
- 渡辺勝行 （1988年4月で引退。弟は現佐賀競馬調教師の渡辺博文）
- 黒川幹生 （1987年9月で引退。父の黒川都起哉、息子の黒川知弘と3代に渡って福山競馬で騎手として活躍）
- 藤尾育央 （1987年3月に永久追放）
- 宮岡大宏（1987年3月に永久追放）
- 杉村民雄 （1985年7月で引退）
- 道久直 （1984年7月で引退。道久勉とは双子）
- 道久勉 （1984年7月で引退。道久直とは双子）
- 藤岡鉄郎（1982年で引退）
- 妹尾美彦 （1981年で引退。デビュー日に勝利もまもなく引退）
- 末廣八十夫 （1971年9月で引退。調騎分離で調教専業へ）
- 鋤田久 （1971年9月で引退。調騎分離で調教専業へ。鋤田誠二は息子）
- 東森實 （1971年9月で引退。調騎分離で調教専業へ）
- 三好正男 （1968年で引退。引退後に現役時代の八百長(引っ張り)発覚で逮捕）

### 主な出身馬
- グレイトホース （秋の特別[大井]など）
- セイシヨウ （蹄骨骨折で屠殺寸前のところを福永守に助けられ、骨折治癒後に大井から福山に移籍し20連勝を飾る）
- オペレーシヨン （新築記念市長賞など）
- キングタカラ （福山大賞典2回など）
- ヒダカセイユウ （楠賞全日本アラブ優駿など）
- メイクマイウエー （浦和より転厩。楠賞全日本アラブ優駿、福山大賞典など）
- ミスタマキ （大井より転厩。福山大賞典など）
- ヤナイエース （大井より転厩。福山大賞典2回など）
- ウインホープ （福山三冠、福山菊花賞など）
- テルステイツ （福山三冠、福山大賞典など）
- サワトヨキング （福山三冠、福山菊花賞など）
- ザパルテノス （全日本アラブクイーンカップ2回など）
- ミスタージヨージ （アングロアラブの名種牡馬）
- ローゼンホーマ （全日本アラブ大賞典、楠賞全日本アラブ優駿、福山大賞典2回など。福山競馬史上初の獲得賞金1億円馬）
- キタノテイモオー （福山菊花賞3連覇。福山競馬史上2頭目の獲得賞金1億円馬）
- アサリユウセンプー （楠賞全日本アラブ優駿、西日本アラブダービーなど）
- ムサシボウホマレ （楠賞全日本アラブ優駿など。福山競馬史上3頭目の獲得賞金1億円馬）
- ブラウンバツト （佐賀・アラブ大賞典、福山桜花賞など。福山競馬史上4頭目の獲得賞金1億円馬）
- グリンダイオー （栃木より転厩。西日本アラブダービー、福山大賞典2回など）
- ハイセンプー （福山三冠馬）
- オールセンプー （福山ダービー、ローゼンホーマ記念など）
- ナタリージョージ （西日本アラブダービー、鞆の浦賞）
- ミナミセンプウ （福山大賞典3回など。福山競馬史上5頭目の獲得賞金1億円馬）
- タッチアップ （西日本アラブダービー、福山大賞典など）
- ミスターカミサマ （全日本アラブグランプリ、福山大賞典など）
- ユキノホマレ （西日本アラブ大賞典、福山大賞典3回など）
- ホマレスターライツ （栃木より転厩。楠賞全日本アラブ優駿、北日本アラブ優駿、北関東アラブチャンピオン、とちぎアラブ大賞典など）
- アキフジクラウン （佐賀・アラブ大賞典など）
- ユノワンサイド （福山三冠など）
- フジナミスペシャル （全日本アラブグランプリ、福山大賞典など）
- スイグン （タマツバキ記念・アラブ大賞典2回、セイユウ記念・アラブグランプリ、全日本アラブグランプリ、西日本アラブ大賞典など）
- クロイチョキンバコ （ホッカイドウより転厩。全日本2歳アラブ優駿など）
- ラピッドリーラン （タマツバキ記念・アラブ大賞典など）
- ユノフォーティーン（全日本2歳アラブ優駿・ファイナルグランプリなど）
- フジノコウザン （タマツバキ記念・アラブ大賞典など）
- ウォーターグロウ （宮内庁御料牧場繁殖牝馬）
- イケノセブマイン （宮内庁御料牧場繁殖牝馬）
- フジナミカイドウ （宮内庁御料牧場種牡馬）
- モナクカバキチ （NAR歴代最多の通算55勝）

## 福山競馬での関係者不正事件
1987年（昭和62年）2月18日、福山競馬に所属していた騎手が福山競馬の勝馬投票券を不正に購入した容疑で逮捕された。
さらにこの騎手と別の騎手が現金十数万円の謝礼と引き換えに自分の騎乗馬の体調などの情報を暴力団員などに流し贈収賄事件として摘発。馬主や騎手の贈収賄なども発覚し、一連の不祥事で計7人が逮捕された。
一連の事件を受け、この年の2月28日からの福山競馬第16回開催と、3月14日からの第17回開催は中止、昭和62年度開催も延期となった。各種の再発防止策を講じて農水大臣から承認を受けて6月27日から競馬を再開した。再開第一回開催では警察官380人の派遣を受けている。

## 廃止後

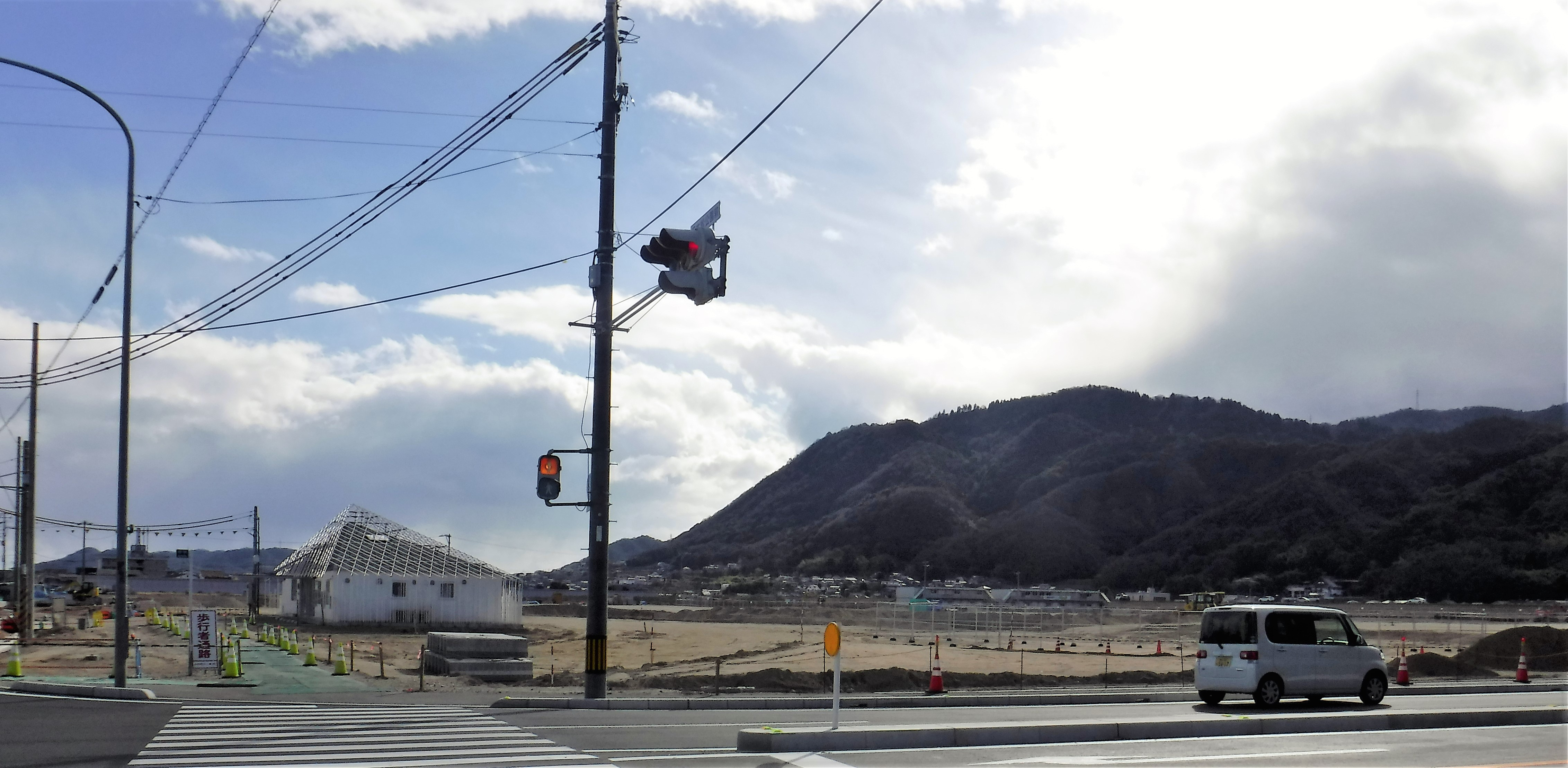
更地化が終了した福山競馬場跡

### 廃止後の競馬場
跡地の利活用は、福山市が福山市民の意向を重視して再開発する方向で調整。2015年（平成27年）4月20日より解体工事に着手。
2015年（平成27年）時点で広島県内最古の交番となっていた福山東警察署野上町交番（福山市野上町）が老朽化のため、当敷地の一部に新築移転することが決まり、2015年（平成27年）8月下旬に着工。2016年（平成28年）2月5日に交番の完成見学会が行われ、2月15日に福山東警察署野上交番として開所。2019年12月には老朽化していた福山市体育館に代わる総合体育館（エフピコアリーナふくやま）が完成した（福山市体育館は2020年3月に閉館）。

### 廃止後の場外発売所
福山駅前場外発売所、シャトル柳津については兵庫県競馬組合が管理することになり、園田・姫路両競馬場の場外として活用するため各種機器を入れ替えた上で2013年（平成25年）6月に再開する予定であることが発表された。一方で、シャトル神辺も他場の馬券を扱うための再開を図っていたが実現せず、跡地では飲食店が営業している。
シャトル柳津については2013年（平成25年）6月19日より「DASH柳津」、福山駅前場外発売所については2013年（平成25年）6月26日より「DASH福山駅前」として、それぞれ開業した。平日の地方競馬発売の他、土曜日、日曜日は日本中央競馬会の場外勝馬投票券発売所「J-PLACE」としても機能している。
DASH柳津は、入居元のゆめタウン松永が2021年（令和3年）3月21日をもって閉店することを受け、同日に発売・払戻共に営業を終了。これによりDASH福山駅前は、福山市内に現存する最後の福山競馬場関連施設となった。

### 他場でのメモリアルレース
高知競馬場では、概要にあるように2005年以降、福山競馬との人馬の交流が行われていた。この縁から、福山競馬廃止後の2016年3月26日に「福山けいばメモリアル競走」と称し、福山競馬に廃止時点で所属していた現役騎手7人〈嬉勝則（高知）、佐原秀泰（高知）、山田祥雄（愛知）、渡辺博文（佐賀）、池田敏樹（笠松）、松井伸也（北海道）、楢崎功祐（大井）〉の他、同競馬場での短期騎乗歴のある永森大智（高知）、岡村卓弥（高知）、山崎雅由（西脇※のち高知。福山市出身）の10名で交流競走2レースを行った。実況に元福山の西田茂弘が招かれ、第1戦（7R）は福山競馬の特別競走ファンファーレ、第2戦（9R）は重賞ファンファーレが使用された。第1戦2着・第2戦1着の岡村が総合優勝。同日の他レースでも、個人協賛競走の形で福山競馬にまつわるレースが組まれた。